# 青森スバル自動車
青森スバル自動車株式会社（あおもりスバルじどうしゃ）は、青森県青森市に本社を置き、SUBARUブランドの乗用車を取り扱っていた自動車販売会社。

## 概要
- 青森県内において、スバル車の新車・中古車の販売などを行っていた。

キャッチフレーズ
- 『雪に強いスバル』

## 沿革
- 1961年3月 - 「青森スバル自動車株式会社」設立。
- 2009年4月1日 - 全国スバル販売店の再編により、宮城スバル自動車の傘下の事業会社となる
- 2015年/1月4日- ショッピングモール内に出張所をオープン
- 2016年1月20日  柏出張所閉鎖
- 2025年3月31日-東北地区スバルディーラー再編でスバル東北に統合。

## 拠点
新車販売拠点
- 本社・青森原別店 - 青森市原別6-10-1
- 青森三内店 - 青森市三内字稲元79-6
- 八戸長苗代店 - 八戸市長苗代字前田50-1
- 八戸類家店 - 八戸市諏訪3-13-5
- 弘前城東店 - 弘前市早稲田3-3-8
- 弘前城東店柏出張所－つがる市柏稲盛幾世41 イオンモールつがる柏店内１Fシャコちゃんコート前
- むつ店 - むつ市赤川町22-7

中古車販売拠点
- カースポット青森石江店 - 青森市石江字三好43-6
- カースポット八戸類家店 - 八戸市諏訪3-13-5
- G-PARK弘前神田店 - 弘前市神田4-1-4